# Smittskydd
| Smittskydd |
| --- |
| Vaccination av spädbarn (Bangladesh, 2004). - Betydelse – åtgärder mot smittspridning - Exempel på åtgärder – karantän, kunskapsutbyte om immunförsvar, social distansering, vaccination - Relaterade ord – cordon sanitaire, profylax |

Smittskydd är insatser inom en rad samhällssektorer, bland annat inom hälso- och sjukvården, som syftar till att skydda befolkningen mot spridning av smittsamma sjukdomar. Ett stort antal människor inom många olika verksamhetsfält deltar i arbetet, som vanligen berör olika typer av förebyggande, profylaktiska åtgärder med syfte att minska risken för att en individ ska komma i kontakt med ett smittämne och bli sjuk eller sprida smitta vidare. Smittskyddet är därmed en viktig del av folkhälsoarbetet.

## Metoder
Smittskydd kan inriktas på flera olika typer av åtgärder – såväl medicinska och icke-medicinska. Exempel på det förra är vaccinationer som de allmänna barnvaccinationerna och för särskilt identifierade riskgrupper från att de skall bli allvarligt sjuka i exempelvis i influensa.
Exempel på det senare är att använda arbetsmetoder inklusive skyddsutrustning, som innebär minskad risk för smittöverföring. Särskilt vid sjukdomar som sprids som droppsmitta förordas olika typer av så kallade distanserande åtgärder som att hålla avstånd till andra människor och inte beröra dem som handskakning och liknande för att minska smittspridning.
Isolering av sjuka eller misstänkt smittade, till och med i form av karantän, är metoder för att hålla smittade människor strikt isolerade tills de inte längre är smittsamma.
Social distansering är ett begrepp som myntats 2020 under coronaviruspandemin, som innebär att direkt kontakt människor emellan undviks utan att strikt isolering eller karantän upprätthålls, utan människorna kan röra sig mer eller mindre fritt ute i samhället.

## Olika länder
I Sverige är Folkhälsomyndigheten den myndighet som, under riksdagen och regeringen, har det övergripande nationella ansvaret för smittskyddet medan smittskyddsläkaren har det regionala. Andra myndigheter som är engagerade i det regionala smittskyddsarbetet är kommuner och länsstyrelser.
Regelverket för hantering av smittsamma sjukdomar finns främst i smittskyddslagen, smittskyddsförordningen, livsmedelslagen samt i Folkhälsomyndighetens föreskrifter inom området.
I andra länder varierar utformningen på smittskydd i hög grad. Utöver Sverige har Finland och Norge mycket välutvecklade smittskyddssystem, som är likartade de svenska.

## Profylax
Ordet profylax används för en förebyggande åtgärd i samband med sjukdomar eller andra icke-önskade tillstånd. Inom det medicinska området handlar det vanligtvis om förebyggande av sjukdom. Profylaktiska åtgärder mot sjukdom innefattar ett flertal åtgärder för att minska risk för smitta.
Exempel på profylaktisk behandling är vaccination och insättande av profylaktiska läkemedel såsom Lariam/Malarone (ökar motståndskraften mot malaria). Termen används också när man i förebyggande syfte ger andra läkemedel såsom antibiotika före operation för att minska risken för komplikationer.
Profylax används ofta i förlossningssammanhang som en kortform av psykoprofylax, med fokus på att förbereda mamman och partnern på förlossningsprocessen genom till exempel andningstekniker och coachning.

## Namnet
Ordet smittskydd finns i svensk skrift sedan 1947. Det är bildat som en sammansättning av orden smitta och skydd.

## Galleri

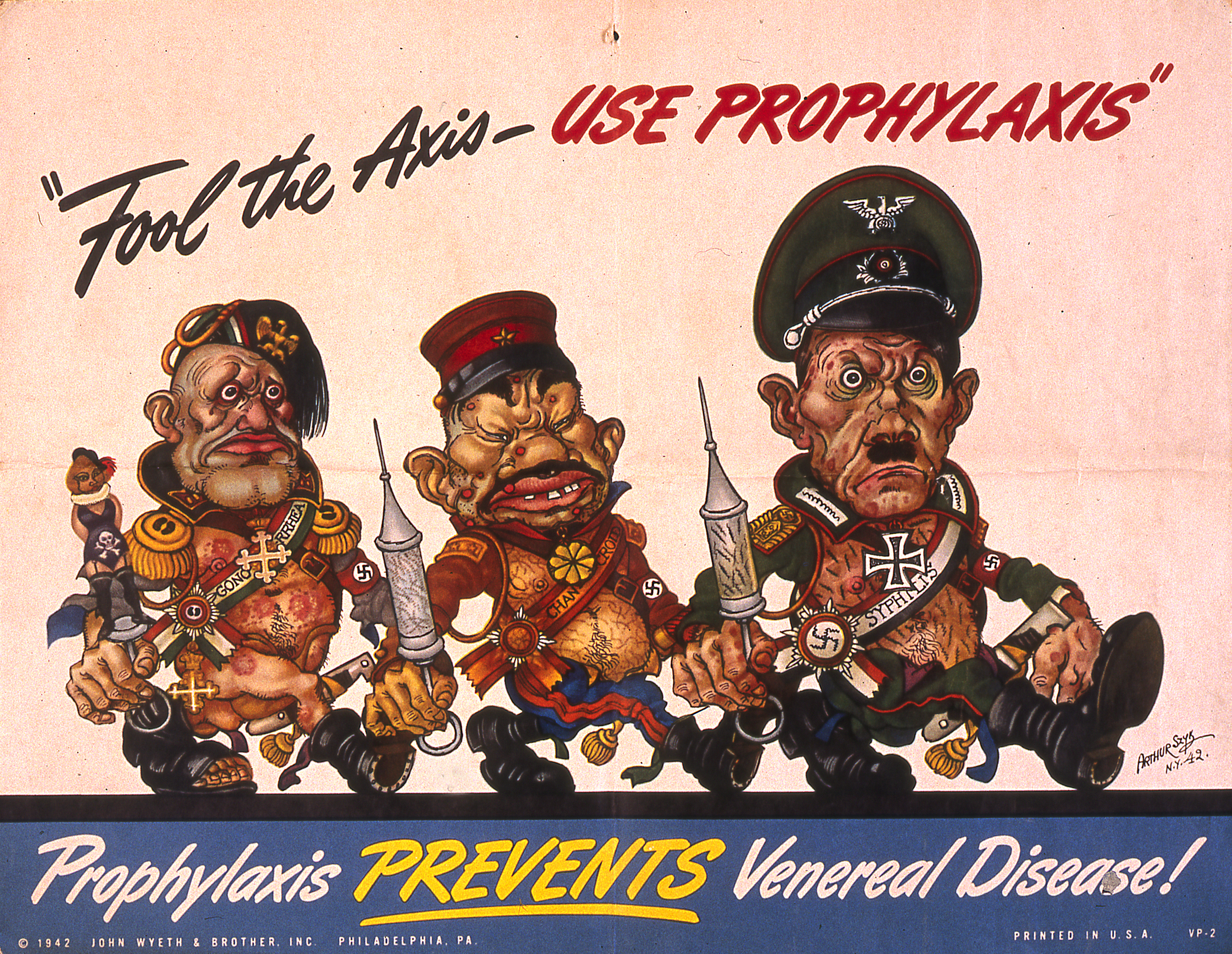
Allierad kampanjaffisch från andra världskriget för användning av kondom för att undvika venerisk smitta.